# Dieffenbachieae
Dieffenbachieae es una tribu de plantas con flores de la familia Araceae. Tiene los siguientes géneros: